# Розберг, Михаил Петрович
Михаил Петрович Розберг (1804—1874) — писатель, ординарный профессор русской словесности в Дерптском университете (1838), доктор философии (1838), экстраординарный академик Императорской Академии наук (1849), действительный статский советник (1858).

## Биография
Происходил из дворян. Родился 5 (17) августа 1804 года.
В 1825 году окончил словесное отделение Московского университета со степенью кандидата. По вызову новороссийского и бессарабского генерал-губернатора графа M. С. Воронцова, 1 января 1830 года поступил на службу в его канцелярию и тогда же был назначен главным редактором «Одесского вестника». В этом журнале, а также в «Литературных прибавлениях» к нему, он поместил много своих статей — как оригинальных, так и переводных. В 1831 году совместно с П. Т. Морозовым он издал «Одесский альманах». Одновременно с этим Розберг занимал профессорские кафедры в Ришельевском лицее: с 20 октября 1831 года — кафедру истории, с 14 декабря 1831 года — русской словесности; обе эти кафедры он сохранял за собой до 1 сентября 1835 года.
В 1833—1834 годах редактировал первый в Одессе литературный журнал «Литературные листки».
Розберг был приглашён 6 июля 1835 года в Императорский Дерптский университет, но оставался на службе в канцелярии генерал-губернатора Воронцова до 13 июня следующего года и только 21 сентября 1836 года вступил в должность профессора русского языка и словесности университета. В 1838 году он под влиянием работ Ф. Шеллинга и Г.-Ф. Аста написал диссертацию «О развитии изящного в искусствах и особенно в словесности» (Дерпт, 1838), за которую 7 декабря был удостоен степени доктора философии, а 23 декабря того же года был утверждён в звании ординарного профессора. Дополнительно к этой должности, 24 марта 1841 года он был назначен цензором Дерптского цензурного комитета и в этом же году (19 октября) Императорская академия наук избрала Розберга адъюнктом по только что открытому отделению русского языка и словесности. Также он принимал участие в деятельности Педагогическо-филологической семинарии.
Успешная деятельность М. П. Розберга характеризуется фактом составления студентами под его руководством «Очерка всеобщей истории древнего мира» (1843); 7 июня 1843 года он был награждён орденом Св. Владимира 4-й степени; 29 октября 1843 года был произведён в коллежские советники, а в следующем году был командирован для ревизии школ в г. Верро, и за выполненную работу награждён бриллиантовым перстнем. Наконец, 3 февраля 1849 года М. П. Розберг был избран Императорской Академией наук экстраординарным академиком.
В 1867 году в чине действительного статского советника он вышел в отставку.
В течение своей тридцатилетней профессорской деятельности в Дерпте Розберг читал курсы: истории русского языка и литературы с Петра Великого и до настоящего времени, истории русской литературы, чтение русских поэтов, курсы: «Известнейшие Русские писатели XVIII века, особенно поэты», «Произведения Русских писателей XIX века», «Сочинения Карамзина, Жуковского, Пушкина, Козлова, Марлинского и др., чтение с объяснениями», «Сочинения Державина, Батюшкова, Пушкина и др., чтение с объяснениями», «Сочинения Ломоносова, Державина, Жуковского, Пушкина и др., чтение с объяснениями», «Письменные переводы из русских писателей на немецкий язык» и др.
Скончался в Дерпте 1 (13) ноября 1874 года.
Был зятем русской писательницы Екатерины Алексеевна Авдеевой.

## Сочинения
Главные его труды:
- О содержании, форме и значении изящно-образовательных искусств. — Одесса, 1832;
- Sur la signification historique de la Russie. — Дерпт, 1837 (русский перевод этой статьи под заглавием «Об историческом значений России» был напечатан в Журнале Министерства Народного Просвещения. —  1838. — № 1);
- О развитии изящного в искусствах и особенно в словесности.— Дерпт: тип. насл. Линдфорса, 1838. — XII, 68 с. (2-е изд. — Дерпт: И.Ф. Бородин, 1839.)

Первые литературные труды его были помещены в «Вестнике Европы», издававшемся под редакцией Каченовского. Из отдельно изданных его работ —  первой была статья о характере греческой и римской литературы: «Commentatio de natura ас indole literarum Graecarum et Romanarum, nec non de gravissimis adminiculis, quibus eae alitae, educatae et vigorem adeptae fuerint» (1825); эта статья впоследствии была переведена самим Розбергом на русский язык и напечатана в «Московском телеграфе». Живя в Москве по окончании университета, он принимал деятельное участие в журнале «Атеней».